# Bommasandra, Bagepalli
Bommasandra là một làng thuộc tehsil Bagepalli, huyện Kolar, bang Karnataka, Ấn Độ.